# South of Market
South of Market (SoMa) es un barrio de San Francisco, California (Estados Unidos), situado justo al sur de Market Street. Contiene varios subbarrios, incluidos South Beach, Yerba Buena y Rincon Hill.
SoMa alberga muchos de los museos de la ciudad, la sede de varias de las principales empresas de software e Internet y el Moscone Center.

## Nombre y ubicación
Los límites del área son Market Street al noroeste, la Bahía de San Francisco al noreste, Mission Creek al sureste y Division Street, 13th Street y la Ruta 101 (Central Freeway) al suroeste. Es la parte de la ciudad en la que la cuadrícula de calles corre paralela y perpendicular a Market Street. El vecindario incluye muchos subbarrios más pequeños, como: South Park, Yerba Buena, South Beach y Financial District South (parte del Financial District), y se superpone con varios otros, en particular Mission Bay y Mission District.
Al igual que con muchos vecindarios, los límites precisos del área de South of Market son confusos y pueden variar ampliamente según la autoridad citada. Desde 1848 hasta la construcción de Central Freeway en la década de 1950, 9th Street (anteriormente conocida como Johnston Street) fue el límite oficial (y generalmente reconocido) entre SoMa y Mission District. Desde la década de 1950, el límite ha sido 10th Street, 11th Street o Central Freeway. De manera similar, todo el vecindario de Mission Bay puede o no contarse como parte de SoMa. Excluyendo todo el vecindario de Mission Bay, el límite sureste se ubica en Townsend. Las agencias de redesarrollo, las agencias de servicios sociales y los activistas comunitarios excluyen con frecuencia las áreas más prósperas entre el paseo marítimo y 3rd Street. Algunas agencias de servicios sociales y organizaciones sin fines de lucro cuentan el área económicamente afligida alrededor de las calles 6, 7 y 8 como parte del Mid-Market Corridor.
Los términos "South of Market" y "SoMa" se refieren tanto a un distrito comparativamente grande de la ciudad como a un vecindario mucho más pequeño. Si bien muchos habitantes de San Francisco se refieren al vecindario por su nombre completo, South of Market, hay una tendencia a acortar el nombre a SOMA o SoMa, probablemente en referencia a SoHo (sur de Houston) en la ciudad de Nueva York y, a su vez, el Soho de Londres.
Antes de llamarse South of Market, esta área se llamaba "South of the Slot", una referencia a los funiculares que subían y bajaban por Market a lo largo de las ranuras ("slots" en inglés) a través de las cuales sujetaban los cables. Si bien los funiculares desaparecieron de Market Street, algunos "veteranos" todavía se refieren a esta área como "South of the Slot".
Desde 1847, el nombre oficial del área de South of Market ha sido "100 Vara Survey" (alternativamente "100 Vara District") o simplemente "100 Vara" para abreviar (a veces se escribe "100"). El "100 Vara Survey" derivó su nombre del área de superficie de los lotes individuales que comprendían 100 por 100 varas (275 pies cuadrados).
Según documentos de la ciudad de 1945, el "100 Vara District" va desde el lado sur de Market Street hasta el Ferry. El nombre se encuentra principalmente en libros de historia, documentos legales, títulos de propiedad e informes de ingeniería civil.

## Historia
En 1847, Washington A. Bartlett, alcalde del pueblo de San Francisco, comisionó al agrimensor Jasper O'Farrell para extender los límites del pueblo en dirección sur mediante la creación de una nueva subdivisión. En ese momento, las calles de San Francisco estaban alineadas aproximadamente con los puntos cardinales, de norte a sur o de este a oeste. Cada bloque se dividió en seis lotes de 50 varas de lado (una vara mide aproximadamente 33 pulgadas (84 cm)). O'Farrell decidió que las calles de la nueva subdivisión deberían correr paralelas o perpendiculares a la única carretera existente en el área, Mission Road (más tarde Mission Street), y así ser alineado con los puntos medios de la brújula, es decir, de noreste a suroeste y de noroeste a sureste. También decidió hacer los nuevos bloques el doble de largo y el doble de ancho, con cada lote de 100 varas de lado. Finalmente, O'Farrell creó "un gran paseo" que une el antiguo pueblo con la nueva subdivisión, Market Street. Desde entonces, el centro de San Francisco al norte de Lower Market Street se conoce oficialmente como 50 Vara, mientras que el área de South of Market se conoce oficialmente como 100 Vara.
A mediados del siglo XIX, SOMA se convirtió en una floreciente comunidad pionera, compuesta principalmente por edificios residenciales de baja densidad, a excepción de un distrito comercial que se desarrolló a lo largo de las calles 2 y 3, y áreas industriales emergentes cerca de la costa. Rincon Hill se convirtió en un enclave para los ricos, mientras que el cercano South Park se convirtió en un enclave para la clase media alta. A principios del siglo XX, el fuerte desarrollo industrial debido a su proximidad a los muelles de la Bahía de San Francisco, junto con la llegada de los funiculares, había llevado a los ricos a Nob Hill y hacia el oeste. El vecindario se convirtió en una comunidad mayoritariamente de clase trabajadora y de clase media baja de inmigrantes europeos recientes, talleres clandestinos, centrales eléctricas, albergues para pobres y fábricas.
El terremoto de 1906 destruyó completamente el área y muchas de las muertes del terremoto ocurrieron allí. Después del terremoto, el área fue reconstruida con calles más anchas de lo habitual, ya que la atención se centró en el desarrollo de la industria ligera a la pesada. La construcción del Puente de la Bahía y la Ruta 101 durante la década de 1930 provocó la demolición de grandes franjas del área, incluida la mayor parte del Rincon Hill original.
Desde finales del siglo XIX hasta mediados del siglo XX, el área de South of Market contó con el servicio de varias líneas de tranvías propiedad de Market Street Railway Company, incluida la línea ferroviaria eléctrica No. 14 Mission Street, la línea No. 27 Bryant Street, el 28 Harrison, 35 Howard, 36 Folsom, 41 Second y Market, y la línea No. 42 First y Fifth Street.
A lo largo de las décadas de 1940 y 1950, South of Market no sólo estuvo ocupado por espacios de almacenamiento e industria ligera, sino que también estaba habitado por una considerable población de transeúntes, marineros y otros trabajadores que vivían en hoteles, así como por una población residencial de clase trabajadora, que vivía en antiguos edificios victorianos de pequeño tamaño, situados en las calles laterales y callejones, que le confería una reputación de "barrio empobrecido".
La remodelación frente al mar del Embarcadero en la década de 1950 empujó a una nueva población a esta área en la década de 1960, la incipiente comunidad gay y la comunidad leather en particular. Desde 1962 hasta 1982, la comunidad leather gay creció y prosperó en South of Market, la mayoría visiblemente a lo largo de Folsom Street, ya que era un área de almacenes que estaba en gran parte desierta por la noche. Sitio de varios clubes y bares sexuales, como el Caldron y el Slot, fue el centro sexual de San Francisco durante este período. Esta comunidad había resistido activamente el ambicioso programa de redesarrollo de la ciudad para el área durante la década de 1970. Pero a medida que se desarrollaba la epidemia del SIDA en la década de 1980, la capacidad de esta comunidad para hacer frente al centro de la ciudad y al Ayuntamiento se debilitó drásticamente. La crisis se convirtió en una oportunidad para que la ciudad (en nombre de la salud pública) cerrara los saunas y regulara los bares, negocios que habían sido la piedra angular de los esfuerzos de la comunidad para mantener un espacio gay en el vecindario South of Market.
En 1984, cuando estos espacios para la comunidad gay se estaban cerrando rápidamente, una coalición de activistas de la vivienda y organizadores comunitarios inició la Folsom Street Fair (Feria de la calle Folsom), con el fin de mejorar la visibilidad de la comunidad en un momento en que la gente en el ayuntamiento y en otros lugares era propensa a creer que el espíritu del barrio había desaparecido. La feria también brindó un medio para recaudar fondos muy necesarios y creó oportunidades para que los miembros de la comunidad leather se conectaran a servicios e información vital (por ejemplo, sobre sexo más seguro).
Los planes de remodelación se delinearon por primera vez en 1953. Estos planes comenzaron a realizarse a fines de la década de 1970 y principios de la de 1980 con la construcción del centro de conferencias, Moscone Center, que ocupa tres cuadras y alberga muchas ferias comerciales importantes. Moscone South abrió sus puertas en diciembre de 1981. Moscone North abrió en mayo de 1992 y, más recientemente, Moscone West en junio de 2003.
Con la inauguración del Museo de Arte Moderno de San Francisco en 1995, el área de Mission y Howard Street en South of Market se ha convertido en un centro de museos y espacios para espectáculos. Intersection for the Arts también tiene su sede en el vecindario, una organización sin fines de lucro que apoya a los artistas locales del Área de la Bahía. La institución de San Francisco se fundó en 1965 en Tenderloin, pero se mudó dentro de la ciudad a su ubicación actual en SoMa. Intersection apoya las artes ofreciendo recursos para artistas locales, patrocinio fiscal y exhibiciones y espacios de actuación.
Durante mucho tiempo en la zona han proliferado los bares y las discotecas. Durante las décadas de 1980 y 1990, algunos de los almacenes sirvieron de escenario para la floreciente escena de música independiente, punk y rave underground de la ciudad. Sin embargo, en las últimas décadas, y principalmente debido a la gentrificación y el aumento de los alquileres, estos establecimientos han comenzado a atender a una clientela exclusiva y convencional que posteriormente expulsó a los músicos clandestinos y su escena. Bajo la fachada de un desarrollo de "vivienda-trabajo" aparentemente destinado a mantener una comunidad artística de estudio en San Francisco. A partir de la década de 1990, al parque de viviendas más antiguo se le unieron condominios estilo loft. Muchos de estos se construyeron bajo la cobertura de un desarrollo de "trabajo en vivo" aparentemente destinado a mantener una comunidad artística de estudio en San Francisco. A fines de la década de 1990, era más probable que el ocupante del loft "vivir-trabajar" fuera un "punto-comista", ya que South of Market se convirtió en un centro local del auge de las puntocom, debido a su ubicación central, espacio para desarrollo de viviendas de relleno y espacios fácilmente convertidos en oficinas.

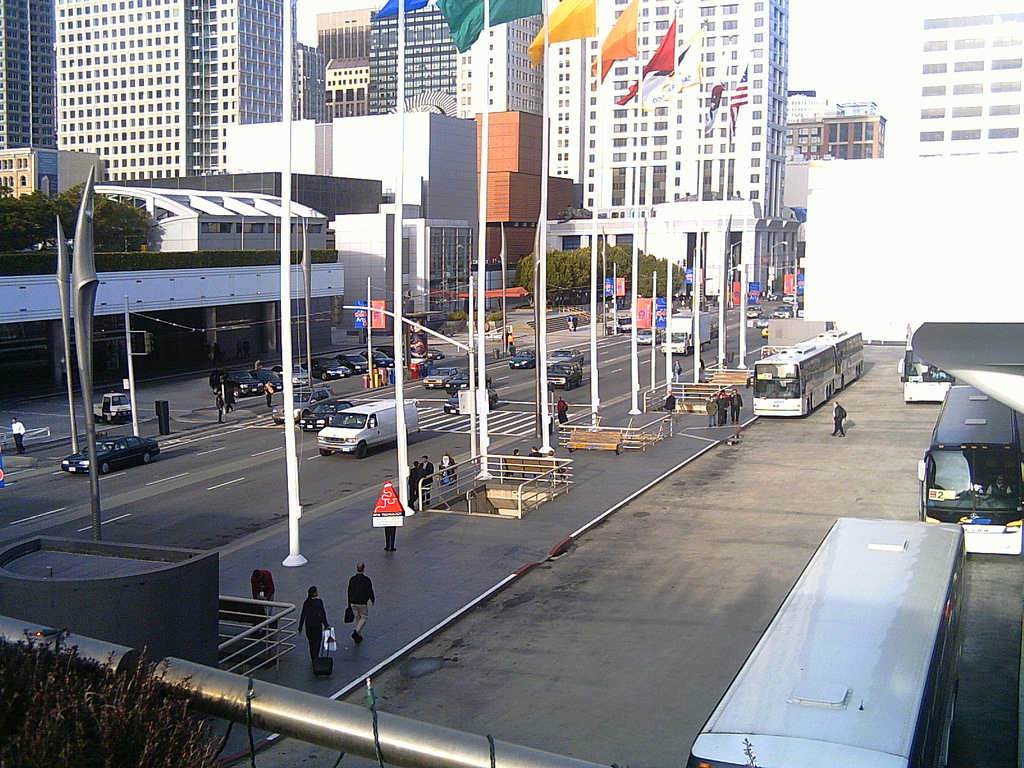
Moscone Center.

Se concibió una gran transformación del vecindario durante la década de 2000 con el Proyecto de Reemplazo de la Terminal Transbay, que comenzó en agosto de 2010 y se inauguró en agosto de 2018. Además, nuevos proyectos empresariales de gran altura como One Rincon Hill, 300 Spear Street y Millennium Tower están transformando la vista de la ciudad. En 2005, la Autoridad de Poderes Conjuntos de Transbay propuso aumentar los límites de altura alrededor de la nueva Terminal Transbay, lo que dio lugar a propuestas de edificios más altos, como la propuesta de Renzo Piano para un grupo de torres que incluye dos torres de 366 m (1200 pies), dos torres de 900 pies (274 m) y una torre de 600 pies (183 m). Las torres de 1200 pies (366 m) habrían sido los edificios más altos de los Estados Unidos fuera de la ciudad de Nueva York y Chicago. Desde entonces, el complejo de Renzo Piano ha sido cancelado y reemplazado por un proyecto más nuevo titulado 50 First Street, que será diseñado por Skidmore, Owings & Merrill (SOM). Además, César Pelli and Hines Group también planteó otra torre de oficinas de 61 pisos y 366 m (1,070 pies). La Salesforce Tower, anteriormente llamada Transbay Tower, se completó en mayo de 2018.

## Cultura

### Centros culturales
SOMA alberga muchos de los museos de San Francisco, incluido el Museo de Arte Moderno de San Francisco (SFMOMA), el Yerba Buena Center for the Arts, el Museo de la Diáspora Africana, el Museo American Bookbinders, la Sociedad Histórica de California, el Zeum y el Museo Judío Contemporáneo. La antigua Casa de Moneda, que sirvió como casa de moneda de San Francisco entre 1874 y 1937, fue restaurada durante un período de ocho años y reabierto al público en 2012. El Center for the Arts, junto con Yerba Buena Gardens y Metreon, está construido sobre parte superior de Moscone Norte.
SOMArts, una de las cuatro instalaciones del centro cultural propiedad de la Ciudad y el Condado de San Francisco, está ubicada en Brannan Street, entre las calles 8 y 9.
Muchas pequeñas compañías de teatro y lugares están ubicados en el SOMA, incluidos Lamplighters, The Garage, Theatre Rhinoceros, Boxcar Theatre, Crowded Fire Theatre y FoolsFURY Theatre.

### Eventos
Debido a la historia de los derechos de los homosexuales en el área, la Folsom Street Fair se lleva a cabo en Folsom St entre las calles 7 y 12 (ahora entre las calles 8 y 13). La feria Up Your Alley Fair, más pequeña y menos comercializada, orientada a la subcultura del cuero (comúnmente conocida como Dore Alley Fair) se lleva a cabo a fines de julio en Folsom St. y sus alrededores. También alberga la feria anual How Weird Street Faire con bailes y disfraces, que se lleva a cabo a principios de mayo en siete cuadras de la ciudad, incluidas las calles Howard y Second.
Undiscovered SF, que se lleva a cabo mensualmente, promueve la actividad económica y el conocimiento de SoMa Pilipinas. Apoya conceptos minoristas, restaurantes y empresas al brindar talleres de desarrollo de habilidades y servicios profesionales como contabilidad y crowdfunding para preparar a las empresas para el crecimiento y la sostenibilidad.

### Distrito Cultural Leather & LGBTQ
El Distrito Cultural Leather & LGBTQ se creó en SoMa en 2018. El área está delimitada aproximadamente por Howard St. al noroeste, 7th St. al noreste, I-80 al este y US 101 al sur. También hay un enclave entre las calles 5 y 6, Harrison y Bryant. Incluye el San Francisco South of Market Leather History Alley, que se inauguró en 2017.